# Włodzimierz Młotkowski
Włodzimierz Młotkowski (ur. 15 grudnia 1902 w Jaworowie, zm. 21 września 1974 w Polanicy-Zdroju) – polski działacz społeczny, przewodnik sudecki.

## Życiorys
Urodził się w 1902 r. w Jaworowie koło Lwowie. Praktykę zawodową odbywał w uzdrowiskach południowo-wschodniej Polski, między innymi w Truskawcu. W czasie wojny dowodził zgrupowaniem partyzanckim (otrzymał za to Krzyż Orderu Virtuti Militari V klasy), po wojnie zamieszkał w Polanicy-Zdroju.
Uczestniczył w pracach Komisji Nazewnictwa Sudetów, której przewodniczył dr Mieczysław Orłowicz, był później inicjatorem nazwania jednego z pierwszych na ziemi kłodzkiej domów wycieczkowych PTTK imieniem doktora Orłowicza (dawny Tyroler Hof, współcześnie Hotel „Europa” w Polanicy). Dzięki niemu też zabezpieczono i uratowano wiele górskich schronisk na ziemi kłodzkiej.
Jedną z jego pasji była działalność na rzecz Polanicy, gdzie przez wiele lat był przewodniczącym Komisji Zdrojowej. Dbał o większy związek uzdrowiska z miastem, lecz dbając o rozwój kurortu, park zdrojowy i ochronę środowiska – krytykował funkcjonowanie hut szkła i ich dymiące kominy. Z jego inicjatywy wybudowano ulicę Tranzytową, dzięki czemu z centrum uzdrowiska wyprowadzono ruch samochodów ciężarowych i autobusów, a także w 1969 r. odsłonięto granitowy pomnik Adama Mickiewicza autorstwa Władysława Tumkiewicza w parku Zdrojowym.
Inną jego pasją była turystyka. W 1947 r. był jednym z założycieli oddziału kłodzkiego Polskiego Towarzystwa Tatrzańskiego z siedzibą w Polanicy i organizatorem pierwszego na Ziemiach Odzyskanych koła przewodników turystycznych. W 1950 r. brał udział w zakładaniu PTTK, był prezesem obu tych towarzystw, przez wiele lat członek Komisji Górskiej Zarządu Głównego PTTK oraz Sądu Koleżeńskiego.
W młodości działacz ruchu ludowego, w ZSL-u reprezentował linię witosowsko-mikołajczykowską, co nieraz powodowało konflikty. Radny kilku kadencji i wieloletni wiceprzewodniczący Miejskiej Rady Narodowej (jako mikołajczykowiec nie mógł zostać przewodniczącym). Był jednym z inicjatorów i założycieli Towarzystwa Miłośników Polanicy w 1973 r. oraz jego pierwszym wiceprezesem.